# Love Is Free
Love Is Free è un singolo della cantante statunitense Sheryl Crow, pubblicato nel 2008 ed estratto dall'album Detours.

## Tracce
- Maxi CD

1. Love Is Free (Album Version) - 3:23
2. Drunk With the Thought of You (Live Acoustic Version) - 2:46
3. Shine Over Babylon (Live Acoustic Version) - 4:01
4. Love Is Free (Enhanced Music Video)

## Video
Il videoclip della canzone è stato diretto dai The Malloys.